# 75 років Чернівецькій області (монета)
«75 ро́ків Чернівецькій о́бласті» — ювілейна монета номіналом 5 гривень, випущена Національним банком України, присвячена краю, розташованому на південному заході України в передгір'ї Карпат за течією річок Дністер і Прут.
Монету введено в обіг 5 серпня 2015 року. Вона належить до серії «Області України».

## Опис монети та характеристики
| Номінал грн. | Метал                   | Маса, г | Діаметр, мм | Якість виготовлення       | Гурт                 | Тираж, штук |
| ------------ | ----------------------- | ------- | ----------- | ------------------------- | -------------------- | ----------- |
| 5            | нікелевий сплав, нордик | 9,4     | 28,0        | спеціальний анциркулейтед | секторальне рифлення | 30 000      |

### Аверс
На аверсі монети розміщено: угорі малий Державний Герб України, по колу написи: «НАЦІОНАЛЬНИЙ БАНК УКРАЇНИ» (угорі), «П'ЯТЬ ГРИВЕНЬ» (унизу), праворуч логотип Монетного двору Національного банку України; угорі Трьохсвятительська церква Резиденції буковинських митрополитів на тлі Хотинської фортеці; на передньому плані зображено композицію: на пагорбі вівці та музикант, який грає на трембіті, під якою — стилізовані елементи: фрагменти нотного запису пісні «Червона рута», буковинського орнаменту та квітка; праворуч над трембітою рік карбування монети — «2015».

### Реверс
На реверсі монети зображено герб області, по колу розміщено написи: «ЧЕРНІВЕЦЬКА ОБЛАСТЬ» (угорі), «ЗАСНОВАНА У 1940 РОЦІ» (унизу).

## Автори

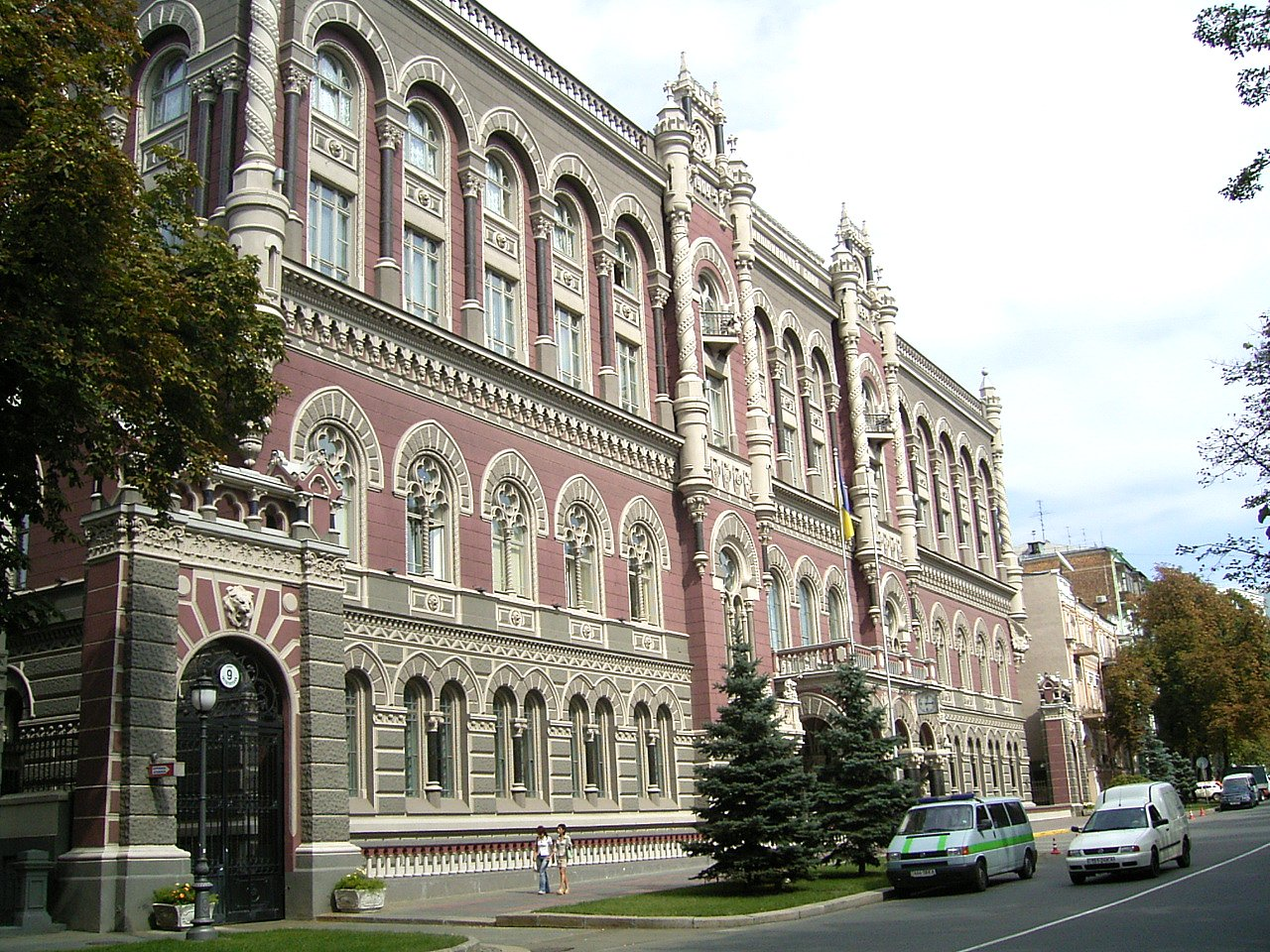
Будівля Національного банку України

- Художник — Іваненко Святослав.
- Скульптор — Іваненко Святослав.

## Вартість монети
Під час введення монети в обіг у 2015 році, Національний банк України реалізовував монету через свої філії за ціною 26 гривень.
Фактична приблизна вартість монети, з роками змінювалася так:
| Рік        | 2016 | 2017 | 2018 | 2019 | 2020 | 2021 | 2022 | 2023 | 2024 | 2025  |
| ---------- | ---- | ---- | ---- | ---- | ---- | ---- | ---- | ---- | ---- | ----- |
| Ціна, грн. | 65   | 130  | 140  | 220  | 200  | 210  | 220  | 310  | 460  | 1 280 |